# Vida Alentejana
Vida alentejana : semanário agrícola, pecuário, turístico, de cotações fundado em setembro de 1934, resume-se, num programa sistematizado, em quatro pontos: “defender o Alentejo dos dislates e dos detratores”; “propagar as suas belezas que são inúmeras”; “defender os lavradores das garras dos especuladores, trazendo-os sempre ao corrente dos preços dos produtos que têm para vender”; “dar-lhes, por intermédio de pessoas especializadas nos conhecimentos úteis, tanto na agricultura como na pecuária, na horticultura, apicultura, floricultura, etc”. Em conclusão, apresenta-se com a tarefa maior de “prestar ao Alentejo o mais relevante serviço”. Foi seu diretor Pedro Muralha (oriundo de Beja) e editor António Beleza.